# Un oraș ideal
Un oraș ideal (franceză Une ville idéale) este un text scris de Jules Verne în 1875 și publicat pentru prima oară în 1973, în ediție limitată. Este vorba despre transcrierea discursului "Une ville idéale: Amiens en l'an 2000" ținut în acel an la Académie des Sciences, Belles Lettres et Arts din Amiens. 

## Intriga
Jules Verne imaginează un Amiens renovat, cu edificii noi: un chioș cu muzică, un circ și un hotel al Poștei. El dorește repararea, degajarea și reamenajarea edificiilor neglijate, cum sunt catedrala și teatrul. Spațiile verzi oferă prospețime și securitate. Întregul oraș e modernizat: un tramvai poartă călătorii către un parc în care are loc un concurs de invenții, iar un concert este transmis simultan la Amiens, în marile metropole ale lumii și la Pekin.
În ceea ce privește educația și obiceiurile, el prevede dispariția studiului limbilor latină și greacă în detrimentul unei educații tehnice. De asemenea, celibatarii urmează să dispară. În plan economic și industrial, absorbirea Companiei de Nord de către Compania Căilor Ferate din Picardie și Flandra.

## Comparație cu alte opere de anticipație
Jules Verne a fost un mare vizionar, prefigurând folosirea avioanelor, a submarinului, comunicațiile pe scară largă , cucerirea spațiului și a lunii. Două dintre operele sale, deși nu au fost printre cele mai apreciate la vremea lor, prezintă o lume a viitorului extrem de temerară din punct de vedere al tehnologiei și a structurii sociale. Este vorba despre romanul Parisul în secolul XX - refuzat de Hetzel și descoperit peste un secol în seiful autorului francez - și despre povestirea "În secolul XXIX. O zi din viața unui ziarist american în anul 2889", comandată de un editorialist american și nepublicată.
Spre deosebire de aceste opere de anticipație de excepție, în textul de față Jules Verne își limitează viziunea asupra evoluției umane la cvadruplarea populației liniștitului oraș Amiens, la tramvaie și iluminare cu ajutorul electricității, la străzi asfaltate și la renovări urbane. Ideile sale legate de oraș nu par a depăși nivelul unor lucrări municipale de mică anvergură. Lucrul acesta este perfect explicabil ținând cont că plimbarea prin Amiens-ul anului 2000, pe care autorul o relatează pe un ton umoristic, reprezintă ecoul propunerilor pe care Jules Verne le face concetățenilor în calitate de consilier municipal.

## Teme abordate în cadrul povestirii
- Schimbările tehnologice, culturale și urbanistice care vor avea loc în viitor
- Orașul ideal (temă prezentă și în romanele Cele 500 de milioane ale Begumei, Insula cu elice și Uimitoarea aventură a misiunii Barsac)

## Lista personajelor
- Autorul
- Doi copii care vând programul unui concurs
- Pianowski, pianistul împăratului din insulele Sandwich
- Diletantul care îl lămurește pe autor cu privire la concertul lui Pianowski
- Doctorul
- Ultimul celibatar din departamentul Somme

## Traduceri în limba română
- 2005 - "Un oraș ideal" - în volumul O dramă în văzduh, Editura Minerva, traducere de Ion Hobana, ISBN 973-21-0729-4